# Модель кругових потоків
Моделі кругових потоків — це схеми, що відображають взаємопов'язаний і безперервний рух ресурсів, вироблених продуктів, доходів і видатків між економічними суб'єктами. На рівні національної економіки виділяються чотири групи економічних суб'єктів, кожна з них являє собою певну сукупність реальних економічних одиниць, що об'єднуються у певні групи та зайняті певними видами конкретної економічної діяльності. До таких суб'єктів належать домогосподарства, фірми, держава і зовнішній світ.
Для здійснення безперешкодних грошових і реальних потоків потрібно, щоб виконувалась рівність: сукупні витрати суб'єктів дорівнюють сукупному обсягу виробництва, що також є основою для моделей кругових потоків.

Проста модель економічних потоків

## Суть моделі

### Припущення
- вказує тільки основні, загальноприйняті принципи функціонування економіки (не розглядаються внутрішньосекторні процеси);
- обсяги потоків витрат і доходів є незмінними;
- не охоплює проблем цін та інфляції;
- не враховується зношення матеріальних ресурсів і витрати людських;
- податкові сплати враховуються тільки домогосподарствам;
- трансферти отримують лиш домогосподарства.

### Умови
- участь мінімум двох економічних суб'єктів: сектору домогосподарств, і сектору фірм;
- взаємодія мініум на двох ринах: ринку ресурсів і ринку благ (товарів і послуг);
- обмін відбувається за допомогою грошей (фінансові потоки доходів і витрат).

### Приклад
Одним з прикладів того, як концепція кругообігу доходів відображається в системі національного рахівництва і макроекономічної статистики окремої країни, є міжгалузевий баланс. Він є одним з найважливіших елементів системи національних рахунків, що описує поведінку економіки на макрорівні. Інформація з міжгалузевого балансу використовується, зокрема, для уточнення значення ВВП.

## Зв'язок фірм і домогосподарств

Модель економічних потоків

Домогосподарства і підприємства взаємопов'язані двома ринками:
- товарів і послуг;
- ресурсів.

Ринки товарів — це ринки, на яких домашні господарства закуповують вироблені підприємницьким сектором товари та послуги.
Ринки ресурсів — це ринки, на яких фірми купують надані домашніми господарствами ресурси, необхідні їм для виробництва, — праця, природні ресурси.
Потоки ресурсів і товарів рухаються у середині ринків за годинниковою стрілкою, при цьому вони є збалансовані грошовими платежами, які спрямовані проти руху товарів і послуг. Взаємний зв'язок, що існує між кількістю грошей в обороті економічної системи і потоком доходів, є одним з тих основних принципів, без яких є неможливе розуміння та пояснення макроекономічної теорії.
Обсяги витрат домашніх господарств в середньому менші розміру їх доходів, через те що домогосподарства, як суб'єкти в економіці повинні сплачувати податки і робити заощадження. Заощадження здійснюються у формі вкладів у банки, шляхом закупівлі цінних паперів, страхових полісів або предметів мистецтва. Заощадження нагромаджуються на фінансових ринках. Фінансовий ринок — це сукупність обмінно-перерозподільних відносин, що ґрунтується на системі спеціальних економічних інститутів, функціонування яких проявляється в тому, щоб здійснювати рух коштів від домогосподарств до фірм, які є позичальниками. На фінансовому ринку існує особливий товар — гроші; його можуть купувати або продавати. До найбільш поширених інститутів належать банки, пенсійні фонди, страхові компанії, фондові біржі.
Крім плати за ресурси, які необхідні для підтримки обсягів виробництва на поточному рівні, фірми здійснюють інвестиції. Інвестиції — це кошти, цінні папери або інше майно, яке має грошову оцінку і вкладені в будь-яку діяльність з метою отримання грошового прибутку або досягнення іншого, не менш корисного, ефекту. Іноді в теоретичній економіці використовується більш спеціалізоване розуміння даного терміну: інвестиціями називаються лиш ті вкладення, які збільшують величини капіталу в економічній системі: в основний капітал і товаро-матеріальні запаси.

## Типи моделей кругових потоків
Залежно від конкретики завдань дослідження застосовуються різні типи моделей кругових потоків ресурсів, продуктів, витрат і доходів.
Визначення типу макроекономічної моделі кругових потоків ресурсів, продуктів, витрат і доходів може ґрунтуватися на основі різних критеріїв:
- за способом подання досліджуваного процесу або явища моделі поділяються на логічні, графічні та економіко-математичні;
- за тривалістю досліджуваного процесу — на короткострокові і довгострокові;

- за кількістю задіяних в аналізі економічних суб'єктів — на прості та повні моделі.

 Прості моделі кругообігу продуктів і доходів містять лише два макроекономічних суб'єкти — сектор домашніх господарств та підприємницький сектор;
 Повні моделі враховують вплив державного сектора на макроекономічні процеси.
- за ступенем охоплення сектору закордон макроекономічні моделі поділяються на закриті та відкриті.

У закритій моделі кругові потоки ресурсів, продуктів, витрат і доходів здійснюються лише у межах трьох макроекономічних суб'єктів — між секторами домашніх господарств, підприємницьким сектором та державним сектор, і не враховують впливу закордону на національну економіку. У відкритій моделі уже враховується вплив сектору закордон на національну економіку.
- за характером відображення фактора часу макроекономічні моделі поділяються на статичні і динамічні.

Статичні макроекономічні моделі фіксують економічний процес на початку та в кінці певного періоду і не зображають перехід від одного стану до іншого. Динамічні ж моделі зображають економічні процеси з урахуванням фактора часу.

## Закрита модель кругообігу
Основні складові закритої (простої або ж двосекторної) моделі:
1. Пропозиція ресурсів формується домогосподарствами. Від їх продажу домогосподарства отримують доходи у формі заробітної плати, ренти, процента, прибутку.
2. Купівля фірмами ресурсів наданих домогосподарствами. Придбання цих ресурсів пов'язане з витратами коштів підприємницьким сектором для задоволення своїх потреб.
3. Пропозиція підприємницьким сектором вироблених ними товарів і послуг. Перетворення доходів домогосподарств на витрати для придбання споживчих товарів і послуг, вироблених і запропонованих фірмами.
4. Купівля домогосподарствами виготовлених підприємницьким сектором споживчих товарів і наданих послуг. Купівля товарів, послуг та ресурсів для забезпечення кругообороту.

Висновок: у простій закритій моделі економічних потоків величина продажів фірм дорівнює величині доходів домашніх господарств. Отже, для закритої (найпростішої) моделі кругообігу, в якій не враховується вплив держави на економічні процеси, величина загального обсягу виробництва дорівнює сумарній величині грошових доходів домогосподарств.

## Відкрита модель кругообігу
У відкритій (повній) моделі економіки з урахуванням впливу держави і сектору «закордон» модель кругових потоків дещо ускладнюється: у модель вводяться дві інші групи економічних агентів — уряд і зовнішній світ.
У цій моделі кругообігу потоків вплив державного сектора і сектору закордон призводить до порушення рівноваги двосекторної моделі, бо з потоку «доходи — витрати» здійснюються «вилучення» у вигляді заощаджень, податкових платежів та імпорту.
Вилучення (витоки) — це будь-яке використання доходу домашніх господарств не на купівлю виготовленої усередині країни продукції.
Водночас до потоку «доходи — витрати» залучаються додаткові кошти у вигляді «ін'єкції», а саме: інвестиції.
Ін'єкція— будь-яке доповнення до споживчих витрат на продукцію, виготовлену в країні. За допомогою ін'єкцій і вилучень (трансфертів, безвідшкодовних виплат, податків та інших економічних інструментів) держава регулює коливання рівня виробництва, зайнятості та інфляції. Якщо домогосподарства вирішують витрачати менше коштів, то фірми змушені скорочувати випуск товарів, що, у свою чергу, призводить до зниження рівня доходів. Попит на товари визначає рівень виробництва і зайнятості, а рівень випуску цих товарів формує доходи власників факторів виробництва, що у свою чергу, впливає на формування сукупного попиту.
Висновок для чотирисекторної моделі кругових потоків: реальний і грошовий потоки здійснюються без перешкод за умови, що сукупні витрати сектору домашніх господарств, підприємницького сектора, державного сектора, та сектору закордон дорівнюють сукупному обсягу виробництва.
Всі перераховані моделі відносяться до категорії статистичних, тобто таких, що використовують методи державної статистики для визначення величини грошових потоків. Всі вони виходять з стандартизованого поняття ВВП.
Крім них, існують логічні моделі кругових потоків товарів і грошей, які пояснюють сутність економічних відносин. До таких моделей належать так звані економічні таблиці Ф. Кене, таблиці «витрати-випуск» В.В. Леонтьєва. Сучасні кругові моделі представлені графом вартісних потоків А. Вугальтера. Ці моделі, зокрема, пояснюють походження поняття ВВП (наскільки воно відповідає або відрізняється від ідеї). Всі вони носять замкнутий характер в сенсі теоретичної самодостатності, а не в сенсі економіки ізольованої держави.